# Ulrich Schneider (Kunsthistoriker, 1962)
Ulrich Schneider (* 1962) ist ein deutscher Kunst- und Architekturhistoriker und Museumskurator.
Schneider studierte Kunstgeschichte, Baugeschichte und Literaturwissenschaft an der Universität Karlsruhe. 1997 wurde er dort mit einer Arbeit zu Hermann Finsterlin und expressionistischer Architektur promoviert. Im Rahmen eines DFG-Projektes zu Rolf Gutbrod war er Mitarbeiter am Südwestdeutschen Archiv für Architektur und Ingenieurbau. 2001 wechselte er nach Schleswig, wo er Kurator am Landesmuseum für Kunst und Kulturgeschichte wurde und seither die Abteilung Kunsthandwerk und Design sowie die Rekonstruktion des Barockgartens und das Globushaus betreut. Seit 2009 lehrt er am Kunsthistorischen Institut der Christian-Albrechts-Universität zu Kiel, wo er mittlerweile Honorarprofessor ist. Seit 2018 gibt es die Zeitschrift des Fördervereins Förderkreis Eisenkunstgussmuseum e. V., die Büdelsdorfer Hefte, heraus.

## Veröffentlichungen (Auswahl)
- Hermann Finsterlin und die Architektur des Expressionismus. Wasmuth, Tübingen 1999.
- Das Neue Werk – Die Wiederherstellung des barocken Gartens von Schloss Gottorf. In: Jahrbuch der Stiftung Schleswig-Holsteinische Landesmuseen Schloss Gottorf. Band 10, 2005/06, S. 32–46.
- Das neue Globushaus im Barockgarten von Schloss Gottorf. In: DenkMal! Zeitschrift für Denkmalpflege in Schleswig-Holstein. Band 13, 2006, S. 57–63.
- mit Kai Gurski: Kostbarkeiten aus dem Eisenkunstgussmuseum (= Büdelsdorfer Hefte. Band 4). Büdelsdorf 2008.
- Der Bau des Eisen Kunst Guss Museums in Büdelsdorf. In: Nordelbingen. Beiträge zur Kunst- und Kulturgeschichte Schleswig-Holsteins. Band 80, 2011, S. 199–206.
- mit Kirsten Baumann, Klaus Gereon Beuckers (Hrsg.): Künstlerische Positionen im ersten Drittel des 20. Jahrhunderts in Schleswig-Holstein (= Moderne am Meer. Band 1). Imhof Verlag, Petersberg 2021.
- mit Klaus Gereon Beuckers (Hrsg.): Künstlerische Positionen im dritten Viertel des 20. Jahrhunderts in Schleswig-Holstein (= Moderne am Meer. Band 2). Imhof Verlag, Petersberg 2025.